# 오타 유키
오타 유키(일본어: 太田 雄貴, おおた ゆうき, 1985년 11월 25일~)는 일본의 은퇴한 펜싱 선수로 주 종목은 플뢰레이다.
그는 그의 아버지의 영향을 받아 중학교 시절 펜싱에 입문하였다. 그는 국내 중학교 대회 우승을 거두었다. 그는 고등학교 재학 시절, 국내 고등학교 대회에서 3연패를 기록하였다. 이후, 그는 방콕에서 열린 2008년 아시아 선수권 대회 우승을 거두었다.
2008년 8월 13일, 그는 베이징에서 열린 2008년 하계 올림픽의 남자 플뢰레 개인전에 출전하였다. 그는 8강전에서 독일의 페터 요피히를 15-12, 준결승전에서 이탈리아의 살바토레 산초를 15-14로 이긴 후 결승전에 올랐다. 그는 결승전에서 베냐민 클라이브링크에게 9-15로 패하며 은메달을 획득하였다. 그는 펜싱에서 올림픽 메달을 획득한 첫 일본인으로 기록되었다. 이후, 그는 2009년 5월 말에 남자 플뢰레 정상에 오르기도 하였다. 2012년 하계 올림픽에서 그는 남자 플뢰레 개인전과 단체전에 출전하였다. 그는 개인전 16강에서 안드레아 카사라에게 패해 탈락하였으나, 단체전에서 은메달을 획득하였다.